# Johann Gottlieb Prestel

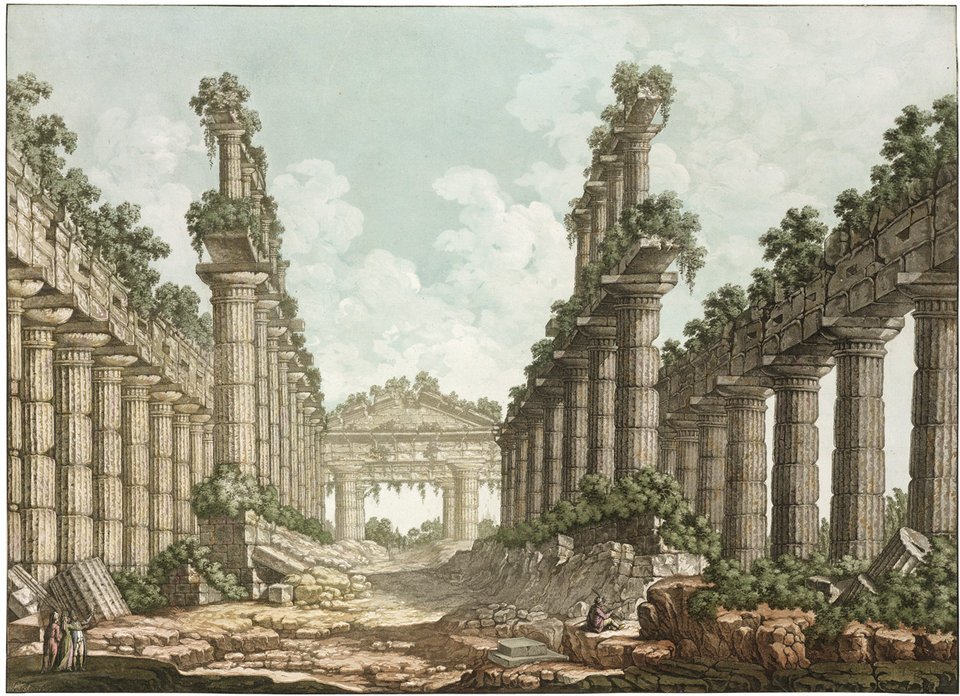
Ruines du temple de Poséidon à Paestum.

Johann Gottlieb Prestel, ou Johann Amadeus Prestel (né le 18 novembre 1739 à Grönenbach et mort le 5 octobre 1808 à Francfort-sur-le-Main) est un graveur et peintre allemand.

## Biographie
Après une scolarité très courte, Prestel commence un apprentissage chez un charpentier de sa ville natale. Déjà pendant son apprentissage, il se distingue par ses compétences artistiques. En tant que compagnon, il fait la « valse » obligatoire et vient à Venise en 1760 à l'âge de 21 ans.
Là, il fait la connaissance de Giuseppe Nogari, qui l'accepte comme étudiant. Prestel est ensuite passé à Jacques Wagner sur la recommandation de Nogari. De 1767 à 1770, Prestel vit et travaille à Rome. Là, il étudie (et copie) principalement les maîtres de l'Antiquité ; mais il est également influencé par les œuvres de Pompeo Batoni.
Au printemps 1770, Prestel retourne dans le Saint-Empire et s'installe à Nuremberg en tant que peintre indépendant. En 1775, il accepte l'offre de Johann Caspar Lavater et se rend à Zurich pour réaliser diverses commandes, principalement des portraits.
Prestel retourne ensuite à Nuremberg, où il reproduit des dessins à la main de maîtres célèbres sous forme de gravures sur cuivre et plus tard également en couleur. Sa force et son importance résident moins dans sa propre créativité que dans ses répliques.
Prestel est marié avec la graphiste Maria Katharina Prestel (née Höll à Nuremberg en 1747 et morte à Londres en 1794), avec qui il crée de vastes portfolios avec des reproductions de dessins de maître.
En 1793, Prestel se rend à Francfort-sur-le-Main et y meurt à l'âge de presque 69 ans, le 5 octobre 1808.

## Œuvres (sélection)
- Schmidtsche Kabinett (30 feuilles, 1779)
- Braunsche Kabinett (48 feuilles, 1780)
- Kleine Kabinett (36 feuilles, 1782)